# میخائیل شاخوف
میخائیل شاخوف (روسی: Михаил Афанасьевич Шахов؛ ۲۰ نوامبر ۱۹۳۱ – ۸ اوت ۲۰۱۸) کشتی‌گیر اهل اتحاد جماهیر شوروی سوسیالیستی بود.
وی در مسابقات کشوری و بین‌المللی در مجموع برندهٔ ۲ مدال برنز شده‌است.